# Microporus atroalbus
Microporus atroalbus är en svampart som först beskrevs av Henn., och fick sitt nu gällande namn av Carl Ernst Otto Kuntze 1898. Microporus atroalbus ingår i släktet Microporus och familjen Polyporaceae.   Inga underarter finns listade i Catalogue of Life.